# Cesena Championship
Il Cesena Championship è stato un torneo femminile di tennis che si disputava a Cesena in Italia su campi in sintetico indoor.

## Albo d'oro

### Singolare
| Anno | Campionessa | Finalista         | Punteggio |
| ---- | ----------- | ----------------- | --------- |
| 1992 | Mary Pierce | Catherine Tanvier | 6-1, 6-1  |

### Doppio
| Anno | Campionesse                       | Finalista                        | Punteggio |
| ---- | --------------------------------- | -------------------------------- | --------- |
| 1992 | Catherine Suire Catherine Tanvier | Sabine Appelmans Raffaella Reggi | walkover  |